# Koichi Oita
Koichi Oita (種田 孝一, Oita Koichi) é um ex-futebolista e treinador de futebol japonês. Fez parte do elenco da Seleção Japonesa de Futebol nos Jogos Olímpicos de Verão de 1936.